# Spornburg

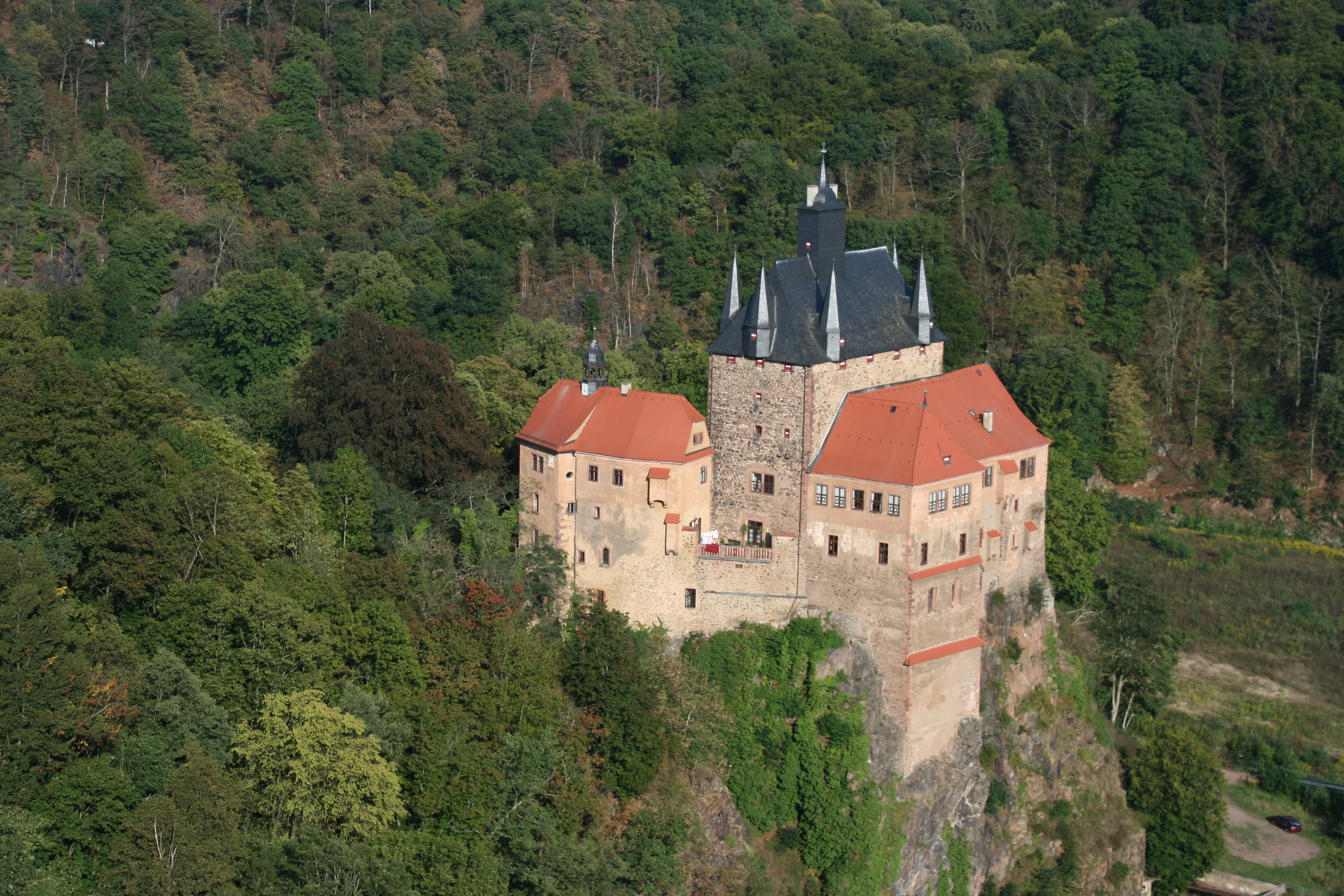
Burg Kriebstein

Eine Spornburg liegt auf einem Fels- oder Bergsporn, jedoch unterhalb der Bergkuppe oder des Berggipfels, anders als die Gipfelburg, und damit steil über dem Tal. Sie zeichnet sich durch eine nach mindestens zwei Seiten steil abfallende Geländeformation aus. Sie ist die am weitesten verbreitete Art der Höhenburg im deutschsprachigen Raum.
Nach ähnlichen, aber leicht variierenden Höhenlagen unterscheidet man auch  Kammburgen und Hangburgen. Wenn Felsformationen nicht nur Untergrund, sondern Teil der Befestigungsarchitektur sind, spricht man von Felsenburgen. Im Gegensatz dazu stehen die verschiedenen Varianten von Niederungsburgen. 

## Gründe für die Anlage

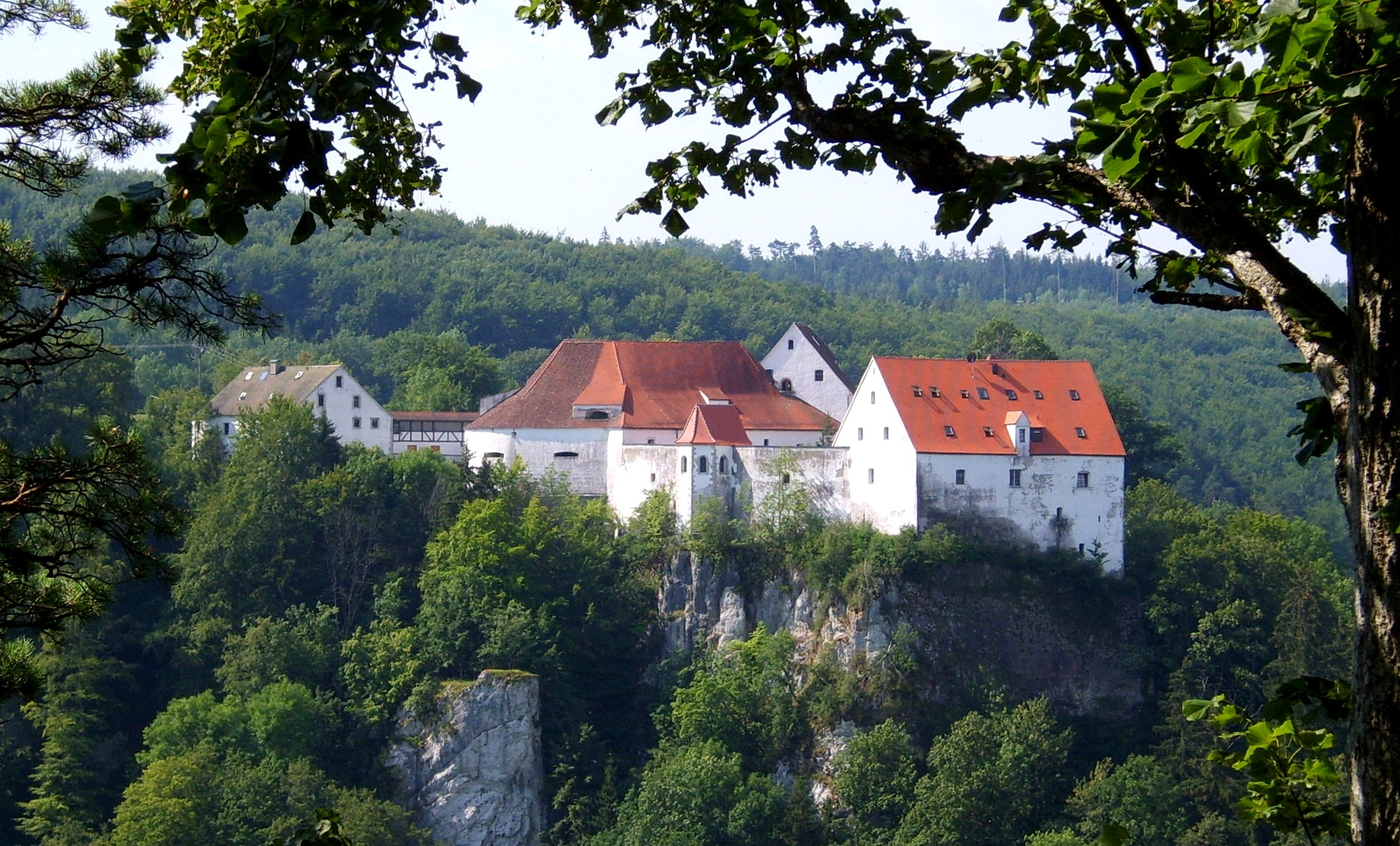
Burg Wildenstein

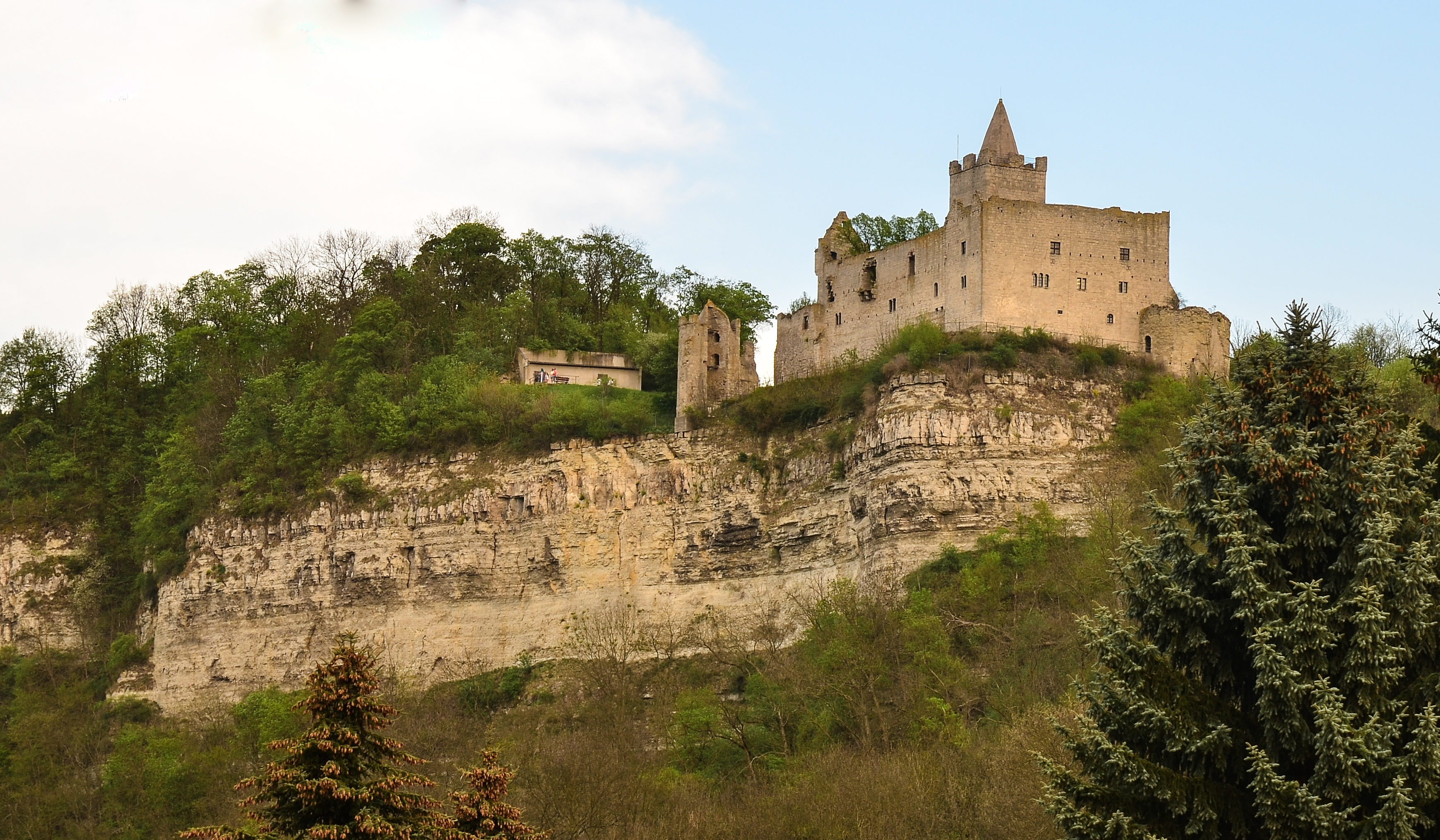
Rudelsburg im Saaletal, an drei Seiten fällt das Gelände senkrecht oder sehr steil ab

Unabhängig von der Tatsache, dass sich oftmals der Bergsporn als topografisch günstigste Lage für den Bau der Burg angeboten hat, bietet eine Spornburg den Vorteil, dass der Burgbrunnen – oft der geld- und zeitaufwändigste Teil einer Burg – nicht so tief gegraben werden musste wie bei einer Gipfelburg und die gesamte Anlage gleichzeitig näher an der zu schützenden Straßen- oder Schiffsverbindung lag. Oft wurde auch die Wasserversorgung mit Hilfe von Eseln als Lasttieren über extra hierfür angelegte Eselswege sichergestellt.
Da der Bergsporn auf mindestens zwei, manchmal auch drei Seiten steil abfällt, galt es, eine nur recht schmale Seite gegen Angreifer durch eine Schildmauer, einen Halsgraben oder oft durch eine Kombination dieser beiden wehrhaften Bauelemente zu schützen.

## Beispiele
Beispiele für Spornburgen in Deutschland sind die Ruinen der Wachtenburg, der Burg Balduinstein, der Burg Eppstein, der Burg Grimburg, die Burg Kriebstein, die Burg Lahneck, die Burg Liebenzell und das Schloss Breidenstein; als die wohl nördlichste ist die nachgebildete Ruine der Burg Vlotho in Vlotho einzuordnen. Die abgegangene Burg Helfenstein (Koblenz) ist heute mit dem Fort Helfenstein überbaut. Die Sparrenburg in Bielefeld ist die nördlichste erhaltene Spornburg Deutschlands. Eine der am besten erhaltenen Spornburgen Deutschlands ist die Burg Wildenstein (Leibertingen).
Ein Beispiel für eine Spornburg in Schottland ist das Doune Castle.